# Пролактинома
Пролактинома — це доброякісна гормонально-активна пухлина гіпофізу, що продукує пролактин та призводить до гіперпролактинемії.

## Етіологія
Причини утворення пролактиноми не з'ясовані. Пролактиноми переважно виникають спорадично та не пов'язуються з спадковими генетичними аномаліями гіпофізу.

## Симптоми
Гіперпролактинемія призводить до таких симптомів як аменорея, галакторея, втрата волосся в пахвах та паху, гіпогонадизм, гінекомастія, еректильна дисфункція, бітемпоральна геміанопсія (часткова втрата полів зору через тиск аденоми на область хіазми зорових нервів), запаморочення, нудота, блювання.

### Остеопороз
Гіперпролактинемія може призводити до зниження продукції естрогену у жінок та тестостерону у чоловіків, що може призводити до розвитку остеопорозу.

## Діагностика
Пролактиному підозрюють при безпричинному виділення молока у жінок, безплідді та порушеннях менструального циклу. Визначається рівень пролактину в плазмі крові, підвищений рівень якого буде свідчити про можливу пролактиному. Для верифікації діагнозу проводиться МРТ головного мозку для виявлення патологічних утворень гіпофізу.

## Лікування

### Консервативне
Для лікування пролактиноми використовуються агоністи допаміну (бромкриптин, каберголін тощо), що інгібують секрецію пролактину. Агоністи допаміну демонструють ефективніть в лікуванні мікропролактином (< 1 cм в найбільшому діаметрі) до 80 % випадків, знижуючи рівень пролактину та значно зменшують розмір аденоми.

### Хірургічне лікування
При неефективності консервативного лікування проводиться хірургічне видалення пролактиноми інтраназальним транссфеноїдальним доступом. Використання радіохірургічного методу можливе, але не бажане у зв'язку з побічними ефектами.

## Прогноз
У більшості пацієнтів з пролактиномою прогноз сприятливий при вчасно проведеному лікуванні.